# The Fall of a Rebel Angel
The Fall of a Rebel Angel är Enigmas åttonde studioalbum och släpptes den 11 november 2016. Låtskrivare och producent är Michael Cretu.

## Låtförteckning
| 1.  | Circle Eight (featuring Nanuk)          |  |
| 2.  | The Omega Point                         |  |
| 3.  | Diving                                  |  |
| 4.  | The Die Is Cast (featuring Mark Josher) |  |
| 5.  | Mother (featuring Anggun)               |  |
| 6.  | Agnus Dei                               |  |
| 7.  | Sadeness (Part II) (featuring Anggun)   |  |
| 8.  | Lost in Nothingness                     |  |
| 9.  | Oxygen Red (featuring Anggun)           |  |
| 10. | Confession of the Mind                  |  |
| 11. | Absolvo                                 |  |
| 12. | Amen (featuring Aquilo)                 |  |